# Frank Bigelow Tarbell
Frank Bigelow Tarbell, noto anche come F.B. Tarbell (Groton, 1º gennaio 1853 – New Haven, 4 dicembre 1920), è stato un grecista, archeologo e docente statunitense.
Laureato all'Università di Yale nel 1873 (dove era membro della società segreta Skull and Bones), dopo un viaggio di due anni in Europa, tornò alla stessa università, dove ottenne un PhD nel 1879. Dal 1876 al 1887 insegnò a Yale, lingua greca e logica.
Dal 1888 al 1889 fu il direttore della Scuola americana di studi classici di Atene, quindi tornò negli USA e insegnò fino al 1892 all'Università di Harvard. Dal 1892 al 1893 fu nuovamente ad Atene, dove svolse ricerche presso la stessa scuola. Quindi divenne professore associato presso l'Università di Chicago, e dal 1894 professore ordinario di archeologia classica fino al 1918, quando andò in pensione.
Non si sposò, non ebbe figli. Morì a seguito di un'operazione, nel 1920, a 67 anni.
Pubblicò numerosi articoli (diversi su "Classical Philology", "The Classical Journal" o "The American Journal of Archaeology and of the History of the Fine Arts") e libri, tra cui una celebre A History of Greek Art with an Introduction Chapter on Art in Egypt and Mesopotamia (1896) e una traduzione delle Filippiche di Demostene.

## Opere
- Greek Ideas as to the Effect of Burial on the Future of the Soul, in "Transactions of the American Philological Association", 1884
- The Decrees of the Demotionidai: A Study of the Attic Phratry, 1889
- A History of Greek Art, 1896
- Catalogue of Bronzes, Etc., in "Field Museum of Natural History", 1909
- The Form of the Chlamys, 1906
- Illustrated Catalogue of Carbon Prints on the Rise and Progress of Greek and Roman Art, 1899
- The Rise and Progress of Greek and Roman Art, 1901
- A Signed Proto-Corinthian Lecythus, in "Boston Museum of Fine Arts"', 1902
- Three Etruscan Painted Sarcophagi, 1917